# جوليا غريس ويلز
جوليا جريس ويلز (المولودة في 14 يوليو 1881 المتوفاة في 15 يوليو 1957): هي أكاديمية كندية معروفة بتأليفها لخطة ويسكونسن، وهي اقتراح من أجل إنشاء مؤتمر للمثقفين من الدول المحايدة التي كان من المقرر أن تعمل على إيجاد حل للحرب العالمية الأولى.

## حياتها المبكرة
وُلدت ويلز في 14 يوليو 1881 في مدينة بوري شرقي تاونشيبس في كيبك، هي ابنة بنجامين ناثانيل ويلز، وهو طبيب تخرج من جامعة مكغيل في عام 1874، وزوجته إيما ثيودوسيا (ني أوسغود) التي تزوجها في عام 1878. كان بنجامين ناثانيل ويلز أول رئيس للجمعية التاريخية لمقاطعة أرغينتويل، وحفيد بنجامين ويلز مؤسس أول مطحنة الورق في كندا. كانت العائلة مشيخية في انتمائها الديني.
التحقت جوليا غريس ويلز بجامعة مكغيل في مونتريال، وحصلت على بكالوريوس الآداب في عام 1903. وحصلت في العام التالي على درجة الماجستير في الآداب من كلية رادكليف. انتقلت في عام 1906 من بوري إلى سانت أندروز الشرقية في كيبيك. كانت ويلز طالبة ومدربة وأستاذة في الأدب الإنجليزي في جامعة ويسكونسن (التي أصبحت الآن جامعة ويسكونسن ماديسون). درست في جامعة لندن من 1919 حتى 1920، ثم في جامعة كامبريدج حتى عام 1921. حصلت على الدكتوراه في عام 1926 متخصصة في دراسة وليام شكسبير.

## نشاطها في مجال السلام
أرعبت تقارير الحرب العالمية الأولى الواردة من أوروبا ويلز حتى أثرت عليها جسديًا بحلول ديسمبر 1914. كتب صديق مقرب لها: «استولت الشفقة والرعب عليها». واقتناعًا منها بعدم عقلانية الحرب ومخالفة لتعاليم المسيحية، نشرت ويلز وجهات نظرها وحلها في نهاية الحرب في كتيب بعنوان «الوساطة المستمرة دون هدنة»، والتي عُرفت لاحقًا باسم خطة ويسكونسن. نصت خطتها على جعل الولايات المتحدة تنظم مؤتمرًا للوسطاء الفكريين من الدول المحايدة، الذين من المقرر أن يتلقوا اقتراحات من الدول المتحاربة بينما يناقشون في الوقت نفسه الحلول الممكنة للحرب.
وافقت العديد من الحركات المناهضة للحرب والحركات المؤيدة للسلام وهيئة ويسكونسن التشريعية أيضًا على الخطة. وبصفتها ممثلة للجمعية، مثلت ويلز جمعية ويسكونسن للسلام في المؤتمر الدولي للمرأة الذي عقد في لاهاي في أبريل 1915. وبهذا أصبحت عضوًا مؤسسًا في الرابطة النسائية الدولية للسلام والحرية. وبصفتها عضوًا في سفارة المؤتمر، قدمت ويلز اقتراحها -الذي جرى تبنيه قرارًا للمؤتمر- إلى الحكومات الأوروبية. فشلت خطتها عندما دخلت الولايات المتحدة الحرب في أبريل 1917، وعادت إلى أمريكا الشمالية من أجل استئناف مهنتها الأكاديمية.

## حياتها في وقت لاحق
لم تتخلَّ ويلز عن اهتمامها بحركة السلام، واستمرت في نشر المقالات المسالمة. جنبًا إلى جنب مع والدتها وشقيقتها الصغرى آنا ليتيتيا، وشاركت في تأليف مجموعة من القصائد بعنوان آرغينتيولي ليريكس، ونشرت هذه القصائد في عام 1935. وكتبت أيضًا مقالات حول مواضيع دينية متعددة. نُشر كتابها المعنون «نحتاج إلى تعليم الديمقراطية» في عام 1942.
بعد الإقامة في ماديسون بولاية ويسكونسن من عام 1940 حتى تقاعدها في عام 1947، عادت ويلز إلى سانت أندروز الشرقية. وتوفيت هناك في 15 يوليو 1957، أي في اليوم التالي لميلادها السادس والسبعين. لم تتزوج ويلز ابدًا وليس لها أولاد.